# Omiya-ku
Omiya (大宮区, Omiya-ku) é um dos dez distritos japoneses localizado na região nordeste da cidade de Saitama na província de Saitama. O distrito fez parte da antiga cidade de Omiya.
Em 2021, a população de Omiya era estimada em 119.298 habitantes com a densidade populacional de 9.300 pessoas por km². A área total do distrito é de 12,80 km².
Embora Urawa-ku seja o centro governamental da cidade de Saitama, Omiya-ku é o centro comercial e empresarial mais ativo tanto na cidade de Saitama quanto na prefeitura de Saitama graças à sua infraestrutura de transporte, especialmente as conexões ferroviárias na Estação de Omiya.

## Geografia
O distrito de Omiya fica dentro do Terraço Omiya da planície de Kanto, no centro da cidade de Saitama. Está na área da Região Metropolitana de Tóquio e cerca de 25 km ao norte do centro de Tóquio .

### Municípios Vizinhos
Omiya-ku é cercada por Nishi-ku (ao oeste), Kita-ku (norte), Minuma-ku (leste), Urawa-ku (sudeste), Chūō-ku (sul) e Sakura-ku (sudoeste) .

## História
Ōmiya deriva seu nome de um famoso santuário xintoísta, o Santuário Hikawa, que tem sido um local de peregrinação pelo menos desde o período Heian . 
Durante o período Edo, a área floresceu como Omiya-shuku, uma estação de correio na rodovia Nakasendō, que ligava Edo a Kyoto. Após a restauração de Meiji, tornou-se parte da Prefeitura de Urawa, que se fundiu com as Prefeituras de Iwatsuki, Urawa e Oshi em 1871 para formar a Prefeitura de Saitama . A moderna cidade de Ōmiya foi oficialmente criada no distrito de Kitaadachi, Saitama, com o estabelecimento do sistema municipal em 1º de abril de 1889.
Em 3 de novembro de 1940, Omiya fundiu-se com as aldeias vizinhas de Mihashi, Osato, Miyahara e Nisshin e foi elevada ao status de cidade. Omiya continuou a se expandir após o fim da guerra, absorvendo as aldeias de Sashiougi, Mamiya, Uemizu, Katayanagi, Haruoka e Nanasato em 1º de janeiro de 1955.
Em 1 de maio de 2001, Ōmiya fundiu-se com Urawa e Yono para formar a cidade de Saitama. Em abril de 2003, Saitama se tornou uma cidade designada por decreto governamental, e agora a área da antiga cidade de Omiya foi dividida entre Kita-ku (norte), Minuma-ku (leste), Nishi-ku (oeste) e Omiya-ku (sul )

## Educação
- Kokusai Gakuin Saitama Junior College
- Universidade de Artes e Ciências Humanas
- Urawa-ku tem nove escolas primárias, oito escolas médias e oito escolas secundárias.
- A ala também tem uma escola norte-coreana, Escola Primária e Média Coreana Saitama (埼 玉 朝鮮 初中 級 学校). Esta escola ficava anteriormente na cidade de Ōmiya . [2]

## Transporte

### Ferrovias
JR East - Linha Tohoku Shinkansen / Joetsu Shinkansen / Akita Shinkansen / Yamagata Shinkansen / Hokuriku Shinkansen / Kawagoe Line
- Omiya

Linha Takasaki / Linha Keihin Tohoku
- Saitama-Shintoshin - Ōmiya

Ferrovia de Tōbu - Linha Parque Urbano de Tōbu
- Omiya - Kita-Omiya - Omiya-kōen

Saitama New Urban Transit - Linha Ina
- Omiya – Tetsudō-Hakubutsukan

### Rodovias
- Via expressa Shuto - Omiya Route
- Rota Nacional 17

## Atrações turisticas
- Ōmiya Park
- Santuário Hikawa
- Museu Ferroviário
- Hospital da Cruz Vermelha de Saitama em Omiya
- Os viveiros de bonsai na vizinha Kita-ku são geralmente chamados de "Aldeia de Bonsai Ōmiya " porque ficavam na área da antiga cidade de Omiya.